# Vertreterbesuch
Vertreterbesuch ist ein Sketch des deutschen Humoristen Loriot. Darin wird eine Hausfrau von drei Handelsvertretern besucht, die ihr Weine, einen Staubsauger und Versicherungen verkaufen wollen. Durch reichlichen Weinkonsum entwickelt sich das Verkaufsgespräch zu einer feuchtfröhlichen Feier. Im Vordergrund des Sketches steht die Parodie typischer Verhaltensweisen und Verkaufsstrategien von Handelsvertretern. Daneben ist der Sketch von sexuellen Anspielungen durchzogen.  
Erstmals ausgestrahlt wurde der Sketch im Dezember 1978 in der sechsten und letzten Folge der Sendereihe Loriot. Seit 1997 ist er Teil der 14. Folge der Neuschnittfassung der Reihe mit dem Titel Weihnachten bei Hoppenstedts, die zum Standardprogramm der ARD an den Weihnachtstagen gehört. Eine gedruckte Textversion des Sketches erschien erstmals 1981.

## Handlung
Frau Hoppenstedt trifft im Treppenhaus auf den Vertreter Blühmel, der „eine große Überraschung für die Feiertage“ für sie habe. Während die beiden die Wohnung betreten, erklärt Blühmel ihr, dass es sich bei der Überraschung um sechs Flaschen Wein handele, die ihr die Firma Pahlgruber & Söhne schenken wolle. Im Wohnzimmer der Hoppenstedts kommt es zu einer Weinverkostung. Erst am Ende offenbart Blühmel, dass Frau Hoppenstedt nur dann Flaschen kostenlos bekommt, wenn sie dafür auch jeweils einen Karton Wein kauft. Während sie den Kaufvertrag unterschreiben will, klingelt es.
Vor der Tür steht ein weiterer Vertreter namens Jürgens. Auch er betritt die Wohnung der Hoppenstedts. Dabei hat er den Saugblaser Heinzelmann, eine Kombination aus Staubsauger und Haartrockner, der, so Jürgens’ Werbespruch, „saugt und bläst, wo Mutti sonst nur saugen kann“. Um zu zeigen, dass das Gerät mit nur einer Hand bedient werden kann, trägt Jürgens einen eingegipsten Arm in einer Binde. Als Frau Hoppenstedt das Gerät ausprobiert, bleibt die Trockenhaube an ihrem Haar hängen und verwüstet beim Abnehmen ihre Frisur. Jürgens versucht den Fehler zu finden und baut dafür den Saugblaser auseinander. Dabei wird er von Dicki, dem Kind der Familie Hoppenstedt, gestört. Blühmel bietet auch Jürgens ein Glas Wein an, das er annimmt. Frau Hoppenstedt, wie Blühmel bereits angetrunken, verschwindet in der Küche, um Schnittchen zu machen. Als sie mit einer großen Platte davon zurückkommt, klingelt es erneut.
Ein dritter Vertreter namens Schober erscheint, der für die Allgemeine Hannoversche Lebens- und Krankenversicherungs-GmbH arbeitet. Er gesellt sich zu den anderen Vertretern und Blühmel bietet ihm sofort ein Glas Wein an. Nach Aufforderung der Mutter schaut Dicki Fernsehen. Währenddessen betrinken sich die vier Erwachsenen weiter und Frau Hoppenstedt hält, schon deutlich alkoholisiert, eine kleine Ansprache, in der sie betont, sie habe als Frau Anspruch darauf, „ein Glied zu sein … in der Gesellschaft [...] ein eigenes Glied“. In dieser feuchtfröhlichen Stimmung werden sie von Frau Hoppenstedts Ehemann überrascht. Seine Frau stellt ihm die drei Herren vor. Jürgens bescheinigt dem Halbglatzenträger Hoppenstedt „wundervolles Haar“ und setzt ihm die Trockenhaube des Saugblasers auf. Jürgens’ Werbespruch „Es saugt und bläst der Heinzelmann …“ beendet Frau Hoppenstedt falsch mit „… wo Mutti sonst nur blasen kann.“

## Produktion und Veröffentlichung
Der Sketch entstand 1978 für die sechste und letzte Folge der von Radio Bremen produzierten Sendereihe Loriot. Das Ehepaar Hoppenstedt wurde von Evelyn Hamann und Heinz Meier dargestellt. Loriot spielte den Weinvertreter Blühmel, Rudolf Kowalski den Staubsaugervertreter Jürgens und Kurt Ackermann den Versicherungsvertreter Schober. Die damals siebenjährige Katja Bogdanski spielte das Kind Dicki Hoppenstedt. Sie war über die Empfehlung des Hausmeisters ihrer Grundschule zu der Rolle gekommen, nachdem beim Casting, für das sich auch Hape Kerkeling beworben hatte, kein passendes Kind gefunden worden war.
Im Gegensatz zu vielen anderen Sketchen Loriots entstand Vertreterbesuch nicht im Studio, sondern wurde in einer Privatwohnung gedreht. Deshalb drehte man auf 16-mm-Film, der sonst vor allem für die aktuelle Berichterstattung verwendet wurde und eine geringere Aufnahmequalität bot als die Studiokameras. Wegen eines technischen Defekts liefen in der Einstellung, in der Rudolf Kowalski als Herr Jürgens Frau Hoppenstedt den Saugblaser erklärt, Ton und Bild nicht synchron. Die Nachbearbeitung, bei der der Ton beschleunigt wurde, führte bei Kowalski zu einer leicht piepsigen Stimme.
Die sechste Folge von Loriot wurde am 7. Dezember 1978 im Deutschen Fernsehen ausgestrahlt. Anders als in den vorhergehenden Folgen besteht zwischen den meisten Sketchen der Folge eine engere Beziehung. Abgesehen vom Eingangssketch Salamo-Konzert lassen sie sich zwei Handlungssträngen zuordnen, die im Vertreterbesuch vereinigt werden. Der Strang rund um die Familie Hoppenstedt begann mit dem Sketch Die Jodelschule, in dem Herr und Frau Hoppenstedt auftreten. Wie Frau Hoppenstedt im Vertreterbesuch äußert sich das Ehepaar darin zur Rolle der Frau in der Gesellschaft. Der Strang um die Hoppenstedts wird in den Sketchen Spielwaren, Kosakenzipfel und Weihnacht fortgeführt. Der andere Strang betrifft den Staubsaugervertreter Jürgens. Er trat bereits als leitender Angestellter im Sketch Vertreterkonferenz auf, der unmittelbar vor dem Vertreterbesuch gezeigt wird. Darin kommt es zu einer peinlichen Situation, bei der seine Frau während einer Besprechung über die Freisprechanlage eines Telefons Privates vor seinen Kollegen ausbreitet. Der Inhalt des Vertreterbesuchs legt nahe, dass Jürgens deswegen degradiert und in den Außendienst versetzt wurde.
Dass Jürgens im Vertreterbesuch mit Gips auftritt, war in der ursprünglichen Version des Sketches nicht vorgesehen. Der Darsteller Rudolf Kowalski brach sich kurz vor dem Drehbeginn einen Arm. Da Loriot nicht auf ihn verzichten wollte, entwickelte er gemeinsam mit seinem Assistenten Stefan Lukschy die Idee, den Saugblaser Heinzelmann als „Einhandgerät“ anzupreisen und den Gips damit zu einem Verkaufstrick umzudeuten. Der Sketch Vertreterkonferenz wurde erst zwei Wochen nach dem Vertreterbesuch gedreht. Deshalb konnte Kowalski darin ohne Gips auftreten. Konsequenterweise tragen dort hingegen alle Vertreter einen Gipsverband.
In dem Moment, wo Dicki Hoppenstedt den Fernseher anschaltet, wird der Vertreterbesuch in Loriot VI unterbrochen und der Trickfilm Advent gezeigt, in dem ein Sprecher das gleichnamige Gedicht vorträgt. Der Trickfilm war bereits 1969 in Loriots erster Sendereihe Cartoon zu sehen. In der 1983 veröffentlichen VHS-Sammlung Loriots Vibliothek wird stattdessen der Trickfilm Der Familienbenutzer gezeigt, der in Loriot VI noch im Sketch Weihnacht zu sehen war. Dort wird er in der VHS-Sammlung durch den Trickfilm Der Vampyr ersetzt, der ebenfalls aus der Sendereihe Cartoon stammt. In der Sendung Loriots 65. Geburtstag aus dem November 1988 wurde der Vertreterbesuch auch gezeigt, wobei Dicki diesmal den Trickfilmsketch Herren im Bad im Fernsehen schaut.
1997 machte Loriot aus den sechs 45-minütigen Originalfolgen von Loriot vierzehn 25-minütige Folgen. Der Vertreterbesuch ist Teil der letzten Folge Weihnachten bei Hoppenstedts, die am 22. Juli 1997 im Ersten ausgestrahlt wurde. Während andere dieser neuen Folgen aus Material verschiedener Folgen zusammengestellt wurden, ist diese Folge im Wesentlichen eine gekürzte Variante der Originalfolge Loriot VI. Entfernt wurden die Sketche Salamo-Konzert, Die Jodelschule und Kosakenzipfel. Dicki sieht beim Vertreterbesuch wieder die Lesung von Advent im Fernsehen. Der letzte Satz im Originalsketch „Sei kein Frosch…“ vom Weinvertreter Blühmel wurde in dieser Version entfernt. Nun beendet Frau Hoppenstedts „…wo Mutti sonst nur blasen kann…“ den Sketch. Die Folge hat sich mittlerweile zu einem Klassiker des deutschen Fernsehprogramms an Weihnachten entwickelt und wird jährlich auf verschiedenen Sendern der ARD gezeigt. Sie hat damit einen ähnlichen Status erreicht wie Dinner for One an Silvester.
Eine gedruckte Textversion des Vertreterbesuchs erschien erstmals 1981 im Sammelband Loriots Dramatische Werke, wo der Sketch dem Kapitel Heim und Familie zugeordnet ist. Anders als in der Fernsehversion tritt hier auch kurz Opa Hoppenstedt auf, der im Fernsehen nur in den Sketchen Spielwaren und Weihnacht zu sehen war. Nachdem ihn Frau Hoppenstedt gegenüber Blühmel und Jürgens als ihren Schwiegervater vorgestellt hat, verschwindet er laut Regieanweisung wortlos und einen Marsch blasend im Hintergrund. Die Textversion wurde seitdem in weiteren Sammelbänden von Loriot veröffentlicht.

## Analyse und Einordnung
Der Sketch ist in erster Linie eine Parodie auf das Vertreterwesen. Wie der Germanist Felix Christian Reuter feststellt, der zu Loriots Fernsehsketchen promovierte, zeigt Loriot dabei, dass er sich mit typischen Mitteln der Werbung auskennt. Vor allem zu Beginn seiner Karriere hatte Loriot auch selbst für die Werbung gearbeitet. Besonders das Verhalten der Vertreter Blühmel und Jürgens zeigt laut Reuter typische Werbe- und Verkaufsstrategien. Beide versuchen sich als Fachleute darzustellen. So verwendet Blühmel Fachbegriffe der Önologie wie „Blume“ und „fruchtige Frische“. Jürgens erklärt den Mechanismus des Saugblasers mithilfe vieler technischer Begriffe wie „Saugstutzen“ und „Schlauchstecker“. Beide Vertreter präsentieren ihre Produkte so, wie es in klassischen Demonstrationswerbespots geschieht. Die Leistungsfähigkeit des Produkts soll vorgestellt und eventuelle Einwände oder Bedenken ausgeräumt werden. Grotesk wird dieses Verhalten, als Frau Hoppenstedt Blühmel fragt, ob der Wein nach Korken schmeckt. Dieser sogenannte Korkton ist ein typischer Weinfehler. Blühmel deutet die Frage jedoch als Wunsch und bestätigt, dass der Wein nach Korken schmeckt, wie er selbst gerade überprüft habe. Ebenso deutet er den gleichen Geschmack der verschiedenen Weine, der von der Kundin bemerkt wird, als Qualitätsmerkmal.
Eine weitere klassische Werbestrategie, die bei Blühmel und Jürgens zu beobachten ist, sind Werbeslogans. Blühmel verwendet neben dem „abgezapft und originalverkorkt von Pahlgruber & Söhne“ auch „von deutschen Sonnenhügeln frisch auf den Tisch“. Jürgens’ Spruch ist „Es saugt und bläst der Heinzelmann, wo Mutti sonst nur saugen kann.“ Die Slogans sind durch ihren Rhythmus und Reime so gestaltet, dass sie sich leicht einprägen. Eine ähnliche Funktion hat Blühmels Handbewegung, mit der er bei jeder Erwähnung des Pahlgruber-Slogans auf den Flaschenhals schlägt und damit das Verkorken andeutet. Bei Jürgens’ Verkaufspräsentation zeigt sich auch, dass sich die Werbung an gängigen Klischees orientiert. So wird die Vereinbarung der Pflege des eigenen Heims sowie des eigenen Haars als übliches Problem von Hausfrauen dargestellt und der Saugblaser als Lösung für dieses konstruierte Problem präsentiert. Dass der Saugblaser nicht korrekt funktioniert und stattdessen die Frisur der Kundin ruiniert, offenbart, dass das Produkt die Versprechen der Werbung nicht einhalten kann.
In Blühmels Verkaufsstrategie ist auch eine Verschleierungstaktik zu beobachten. Er erweckt gleich zu Beginn den Eindruck, seine Firma würde Frau Hoppenstedt Wein schenken wollen. Dass sie dafür mehrere Weinkartons kaufen muss, erwähnt er zunächst nicht. Später spricht er auch nur allgemein von der „Abnahme von je einem Karton“, die entstehenden Kosten werden nicht auf Frau Hoppenstedt bezogen. Im betrunkenen Zustand sind Blühmel und Jürgens nicht mehr in der Lage, ihre Texte fehlerfrei aufzusagen. Einige Versprecher werden dabei von Reuter als Offenlegung von Dingen gedeutet, die die beiden eigentlich verschleiern wollten. Jürgens macht aus „Russisch“ das Wort „Ruschiss“, ein Hinweis darauf, dass der nicht funktionierende Saugblaser nur „Schiss“ ist. Blühmel macht aus dem „verkorkt“ ein „verkorkst“ und deute damit an, dass es sich um Weine minderer Qualität handelt. Für Reuter ist dies eines von vielen Beispielen für die Vielschichtigkeit von Loriots Komik.
Der Name des Weinvertreters Blühmel zusammen mit seinem Verhalten ist für den Germanisten Stefan Neumann, der zu Loriots Leben und Werk promovierte, ein Beispiel für zahlreiche Querverweise in Loriots Werk. Bereits in einer Folge von Loriots Quick-Serie Poppe & Co aus dem Jahr 1963 tritt eine Figur dieses Namens auf, die dem Süßwein zugetan ist. In Loriots Telecabinet von 1974 betrinkt sich im Sketch Anstandsunterricht ein Herr Blühmel. 1983 stellte Loriot in der Sendung Loriots 60. Geburtstag ebendiesen Blühmel als sein wahres Ich vor. Auch hier betrinkt er sich übermäßig und verliert dann die Kontrolle über sich.
Beim Saugblaser Heinzelmann orientierte sich Loriot an einem realen Vorbild, dem Staubsauger Kobold von Vorwerk. Auch dieses Gerät wurde über den Direktvertrieb verkauft und konnte mithilfe von Zubehör zu einem Haartrockner umgebaut werden. Loriot ersetzte beim Namen den Natur- und Hausgeist Kobold durch andere zwergenhafte Märchenfiguren, die Heinzelmännchen. Auch die im Sketch genannten Farben „Silbergrau“ und „Russischgrün“ des Saugblasers verweisen auf den Kobold, der in Silbergrau und in Natogrün lieferbar war. Während Loriot also die eine Farbe beibehielt, ersetzte er das westliche Militärbündnis NATO beim Grün durch dessen Antagonisten Russland, für Felix Christian Reuter ein subtiler Verweis auf den Kalten Krieg. Auch bei den Produkten von Pahlgruber & Söhne ließ sich Loriot laut Reuter von realen Vorbildern inspirieren. So existiert ein Winzerunternehmen namens Pallhuber. Die Oberföhringer Vogelspinne könnte auf die Weinlage Gimmeldinger Meerspinne verweisen, der Klöbener Krötenpfuhl auf den Oppenheimer Krötenbrunnen, das Hupfheimer Jungferngärtchen auf die Hallgartener Jungfer oder den Deidesheimer Paradiesgarten und das Bacharacher trockene Domtal auf das Niersteiner gute Domtal.
Der Sketch ist von zahlreichen sexuellen Anspielungen und Mehrdeutigkeiten durchzogen, die typisch für Loriots Werk sind. So stehen die Wörter „saugen“ und „blasen“, die rund um den Saugblaser Heinzelmann häufig verwendet werden, auch für Oralverkehr. Die erwähnten Bauteile Blasstutzen, Schlauchstecker und Schlauchnut können auch als menschliche Geschlechtsteile verstanden werden. Als Vertreter Jürgens dann „nur noch den Schlauchstecker in die Schlauchnut schieben“ muss, klingt das wie eine Beschreibung von Geschlechtsverkehr. Frau Hoppenstedts Frage, ob sie das denn immer machen müsse, wenn sie sauge oder saugblase, und Jürgens’ Antwort „wie Sie wünschen, gnä’ Frau“ kann laut Reuter als Frage nach der sexuellen Freiheit interpretiert werden. Das von Frau Hoppenstedt in ihrer Ansprache wiederholt verwendete Wort „Glied“ ist ebenfalls mehrdeutig und ist neben den Bedeutungen „Teil“ bzw. „Mitglied“ ein Synonym für „Penis“. Für den Literaturwissenschaftler Wieland Schwanebeck klingt dabei auch Frau Hoppenstedts Wunsch nach einem eigenen Penis an.

## Nachwirkung
Der Saugblaser Heinzelmann und sein Werbespruch entwickelten sich zu geflügelten Worten. So wird der Spruch zum Beispiel in Michael Kleebergs Roman Vaterjahre (2014) vom Protagonisten Karlmann Renn im Gespräch mit seiner Ehefrau zitiert.
Anlässlich des 90. Geburtstags von Loriot wurden 2013 Weine vorgestellt, die an den Sketch Vertreterbesuch erinnern. Die Idee dazu war noch kurz vor Loriots Tod 2011 entstanden, später stimmten Loriots Töchter dem Projekt zu. Neben der Oberföhringer Vogelspinne, dem Hupfheimer Jungferngärtchen und dem Klöbener Krötenpfuhl, die im Vertreterbesuch erwähnt werden, wurde auch eine Spätlese von Pahlgruber & Söhne vermarktet. Die Mosel-Weine stammten vom Cusanus-Hofgut, das vom DRK-Sozialwerk Bernkastel-Wittlich betrieben wird und das weltweit einzige Weingut des Roten Kreuzes ist. Neben dem Weingut erhielt auch das DRK Bremen einen Teil des Erlöses. Bis 2016 wurden über 120.000 Flaschen verkauft. 2017 wurde das Angebot eingestellt, nachdem die Lizenz nicht verlängert worden war.

## Bildtonträger
- Loriots Vibliothek. Band 3: Familie Hoppenstedt oder eine Idylle. Warner Home Video, Hamburg 1984, VHS Nr. 3.
- Loriot – Sein großes Sketch-Archiv. Warner Home Video, Hamburg 2001, DVD Nr. 4 (als Teil von Loriot 14).
- Loriot – Die vollständige Fernseh-Edition. Warner Home Video, Hamburg 2007, DVD Nr. 4 (als Teil von Loriot VI).
- Loriot – Weihnachten bei Hoppenstedts. Studio Hamburg, Hamburg 2020, DVD (Teil von Loriot VI ohne Salamo-Konzert).

## Textveröffentlichungen (Auswahl)
- Loriots dramatische Werke. Diogenes, Zürich 1981, ISBN 3-257-01004-4, S. 84–93.
- Menschen, Tiere, Katastrophen. Reclam, Stuttgart 1992, ISBN 3-15-008820-8, S. 74–80.
- Das Frühstücksei. Diogenes, Zürich 2003, ISBN 3-257-02081-3, S. 68–76.
- Gesammelte Prosa. Diogenes, Zürich 2006, ISBN 978-3-257-06481-0, S. 103–114.